# خوزه گاگو (بازیکن فوتبال، زاده ۱۹۲۳)
خوزه گاگو (انگلیسی: José Gallego; ۸ آوریل ۱۹۲۳ – ۱۷ سپتامبر ۲۰۰۶) بازیکن فوتبال اهل اسپانیا بود.
از باشگاه‌هایی که در آن بازی کرده‌است می‌توان به باشگاه فوتبال کمبریج یونایتد، باشگاه فوتبال بیگلسوید تاون، باشگاه فوتبال کولچستر یونایتد، باشگاه فوتبال ساوت‌همپتون، و باشگاه فوتبال برنتفورد اشاره کرد.